# Droga wojewódzka 771
Die Droga wojewódzka 771 (DW 771) ist eine neun Kilometer lange Droga wojewódzka (Woiwodschaftsstraße) in der polnischen Woiwodschaft Heiligkreuz, die Wiślica mit Stróżyska verbindet. Die Strecke liegt im Powiat Buski.

## Streckenverlauf
Woiwodschaft Masowien, Powiat Buski
-  Wiślica (DW 776)
- Szczerbaków
-  Stróżyska (DW 973)